# Blauer Samt

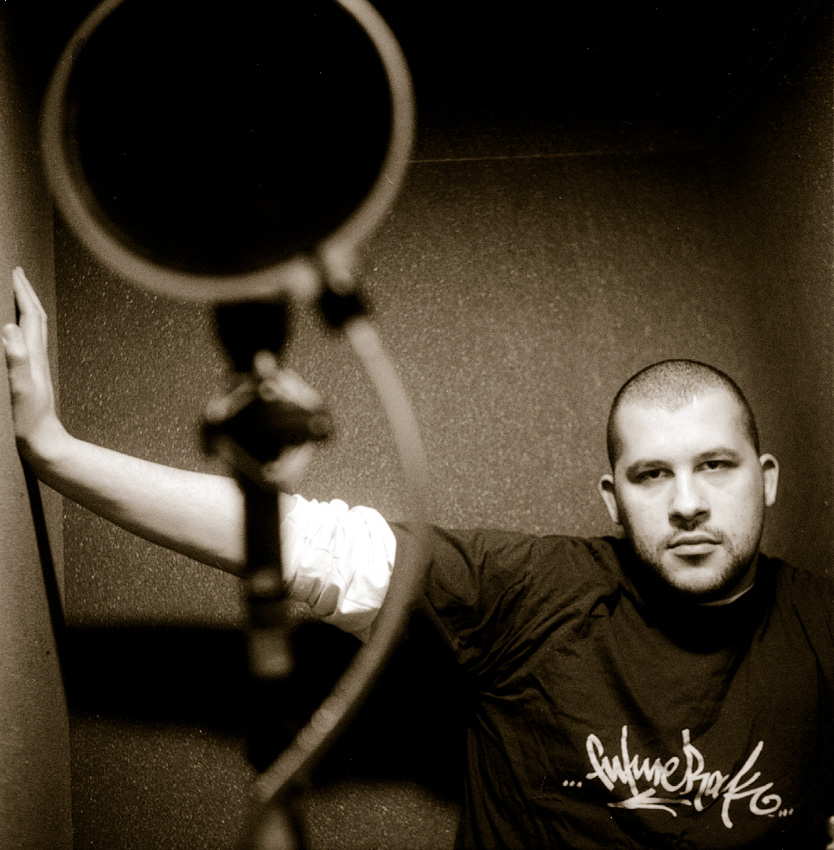
Torch im Studio für das Album „Blauer Samt“ (2000)

Blauer Samt ist das bislang einzige Soloalbum des Heidelberger Rappers Torch. Es ist ein Konzeptalbum und erschien am 25. September 2000 auf 360° Records in Kooperation mit V2 Records. Nachdem Blauer Samt lange nicht erhältlich war, wurde das Album anlässlich des 40. Geburtstages von Torch im September 2011 in einer Kooperation zwischen 360° Records und Columbia Four Music wieder veröffentlicht.

## Titelliste
| #  | Titel                                       | Produzent(en) | Länge |
| -- | ------------------------------------------- | ------------- | ----- |
| 1  | Kapitel 29                                  | Torch         | 2:53  |
| 2  | Die Welt Brennt feat. Gente Guasta          | Torch         | 3:52  |
| 3  | Interlude 1                                 | Torch         | 0:24  |
| 4  | Gewalt oder Sex                             | Frero         | 3:29  |
| 5  | Wir waren mal Stars feat. Toni-L            | Torch         | 2:52  |
| 6  | Nebeis                                      | Torch         | 4:37  |
| 7  | Interlude 2                                 | Rick Ski      | 0:35  |
| 8  | Als Ich Zur Schule Ging                     | Torch         | 5:25  |
| 9  | Interlude 3                                 | Torch         | 0:26  |
| 10 | Wer Bin Ich feat. Toni-L                    | Torch         | 2:54  |
| 11 | Hey Mädel                                   | Boulevard Bou | 3:50  |
| 12 | Auf Der Flucht feat. Eek-a-Mouse            | Torch         | 6:08  |
| 13 | Interlude 4                                 | Torch         | 0:22  |
| 14 | In Deinen Armen                             | Torch         | 5:17  |
| 15 | Heute                                       | Torch         | 0:51  |
| 16 | Ich Hab Geschrieben                         | Boulevard Bou | 3:53  |
| 17 | Blauer Samt                                 | Torch         | 3:48  |
| 18 | Blauer Schein                               | Torch         | 3:32  |
| 19 | Der Flammende Ring                          | Torch         | 2:25  |
| 20 | Zeig Mir Den Weg                            | Torch         | 5:01  |
| 21 | Heute Nacht feat. Boulevard Bou             | Torch         | 4:37  |
| 22 | Rote Wellen feat. Ebony Prince, Esa, Toni-L | Temp, Torch   | 4:17  |
| 23 | Shaolin                                     | Torch         | 1:31  |
| 24 | Morgen                                      | Torch         | 3:48  |

## Inspirationsquellen
Blauer Samt (engl. „Blue Velvet“) bezieht sich namentlich und auch inhaltlich auf den David Lynch Film-Klassiker Blue Velvet. Musikalische Inspirationen stammen unter anderem vom Jazz-Album Jackie Gleason Presents The Torch With The Blue Flame von Jackie Gleason. Der Titel ist außerdem eine Referenz an das erste deutsche Hip-Hop-Album „Watch out for the third rail“ von L.S.D., welches ein blaues Cover hatte. Bereits in dem Lied „Exodus (Kapitel 8)“ mit Future Rock aus dem Jahre 1998 bezeichnet Torch das Album von L.S.D. als blauen Samt.

## Inhalt
Kapitel 29 enthält als Intro ein Sprechzitat von Klaus Kinski. Nebeis setzt sich unter anderem mit dem Thema Todsünde auseinander. In Morgen wird auf die Roman-Trilogie Illuminatus! angespielt.

## Rezeption

### Kritik
Blauer Samt gehört zu den Meilensteinen unter den deutschen Hip-Hop-Alben. Das Magazin JUICE konstatierte in der Rezension zum Album, dass sich der Hip-Hop „in den letzten Jahren auf ein derart niedriges Level begeben [hat], dass es geradezu sensationell ist, ein Album wie dieses zu hören.“ Das Album wurde bei der Echoverleihung 2001 in der Kategorie Hip Hop Act des Jahres national nominiert, unterlag jedoch Deluxe Soundsystem von Dynamite Deluxe.

### Bewertungen anderer Künstler
Sido äußerte 2005 in einem Interview anlässlich der Veröffentlichung von Dein Lieblings Album, dass er Blauer Samt gern gehört habe und auf diesem Album gerne mit Torch zusammengearbeitet habe, wozu es jedoch nicht kam. „Der hat nichts erzählt, das er sich nicht leisten kann, und ich fand seine Themen interessant.“ so Sido wörtlich.

### Einfluss
Gleich mehrere Hip-Hop-Veröffentlichungen beziehen sich namentlich auf Blauer Samt, wie zum Beispiel Grüner Samt (2012) von Marsimoto, Lila Samt (2014) von Sookee oder Normaler Samt (2015) von Audio88 & Yassin. 2020 veröffentlichte Fetti! ein Album mit dem Titel Fetter Samt. Sido und DJ Desue brachten 2018 zusammen ein auf 4000 Exemplare limitiertes Mixtape mit dem Titel Roter Samt heraus.
Vereinzelt wird ebenso in Liedern indirekt Bezug auf den Albumtitel genommen. Shindy veröffentlichte 2019 auf seinem Album Drama das Stück
Affalterbach, in dem es heißt Hip-Hop-Ikone und ich rieche wie 'ne Bank Immer noch ein Star und das ist babyblauer Samt. Samy Deluxe veröffentlichte 2023 auf dem Album Hochkultur 2 ein Stück namens Roter Velour.
Eine Rezension von Haftbefehls 2015 erschienenen Mixtape Unzensiert attestiert dem Lied Brudi namens Fuffi inhaltliche Parallelen zu Blauer Schein.